# Пінчук-Серебрякова Євгенія Климівна
Євгенія Климівна Пінчук-Серебрякова (* 28 вересня 1941 с. Москалівка) — українська театральна акторка у Сумах, театральна критикиня. Зазнала переслідувань на національному ґрунті з боку комуністичного режиму у 1980-х (через «неусовершенствование русского языка»). 
Народна артистка України, лауреатка премії імені М. Заньковецької.

## Життєпис
Батьки - селяни (Клим та Мокрина Пінчуки, з півночі Тернопілля). Після сільської школи вступила до театральної студії при Тернопільському театрі ім. Т. Г. Шевченка. Пізніше, у 1985-му, закінчила Київський державний університет ім. Карпенка-Карого, літературознавчий факультет  — театральна критикиня.

### Театр
- 1964 — акторка Тернопільського театру. Перша роль у виставі режисера Я. Т. Геляса,

- 1967 — разом з чоловіком Володимиром Серебряковим отримує запрошення від Сумського театру ім. Щепкіна, де працює понині.

### Ролі
Зіграла понад 180 ролей, здебільшого лірико-драматичні, грала героїнь української класики: Варка («Безталанна»), Маруся («Маруся Богуславка»), Елізабет («Герцог Гонзаго»).
| Пригадую один з екстремальних випадків: захворіла актриса, й мені за ніч довелося вивчити величезний текст головної героїні Оксани за комедією Марка Кропивницького «Доки сонце зійде, роса очі виїсть» |

### Нагороди
- 1996  — отримала звання заслуженої артистки України.

- 1998  — отримала «Золотий мікрофон».

- 1999  — визнана акторкою року.

- 2006  — Лауреатка премії ім. М. Заньковецької.

- 2009  — Народна артистка України

- 2015  — Орден княгині Ольги ІІІ ступеня[1]

### Репресії
Звання «Заслуженої артистки» Євгенія Пінчук могла отримати ще в молоді роки, але через переслідування російської влади, яка закидала «неусовершенствование русского языка», офіційно звання так і не отримала. Понад те, під тиском адміністрації змушена була на деякий час залишити театр. 1986 на гастролях у Москві не дали зіграти жодної ролі, навіть україномовну Хіврю із «Сорочинки». Лише через три роки, завдяки громадськості міста і режисеру театру, була повернута до театру.